# Iglesia de San Francisco de Sales (Norton Shores)
La Iglesia de San Francisco de Sales es una parroquia católica en Norton Shores, Míchigan (Estados Unidos). Con una membresía de aproximadamente 1300 hogares, es la parroquia más grande en el área circundante del Condado de Muskegon. El edificio actual de la parroquia, conocido por su forma paraboloide hiperbólica y su diseño brutalista, fue diseñado por el arquitecto modernista Marcel Breuer y su socio Herbert Beckhard en 1964.

## Historia
La parroquia de San Francisco de Sales fue fundada en 1948. La iglesia se reunió originalmente en Ruddiman Terrace, un edificio de construcción federal de la era de la Segunda Guerra Mundial. Dos años más tarde, la iglesia se trasladó a su primer edificio completo; la estructura se encontraba en McCracken Street, al otro lado de la calle de la iglesia actual. El nuevo edificio de la iglesia rápidamente resultó inadecuado para la creciente membresía de la parroquia y para 1958 se estaban llevando a cabo planes para otra estructura.
San Francisco de Sales encargó al arquitecto modernista Marcel Breuer que diseñara la estructura en 1961; La construcción del edificio comenzó tres años después, en 1964. Dadas las formas poco convencionales de la estructura, los contratistas conocidos por su experiencia en hormigón vertido fueron seleccionados específicamente para el proyecto.
La primera misa en la nueva iglesia se celebró en diciembre de 1966 después de la finalización de la estructura.
En 1989, la parroquia ejecutó una serie de renovaciones que incluyeron la adición de las entradas sur y principal y la construcción de Shepherds Hall, un centro social.
En 2011, Philip Salmonowicz inició un plan para renovar y ampliar el edificio; El trabajo comenzó en 2016 y finalizó en 2018. El proyecto de 2,5 millones de dólares incluyó una serie de ajustes a la estructura original, incluido un plan para renovar la entrada principal de la iglesia para una mayor accesibilidad y visibilidad.

## Galería

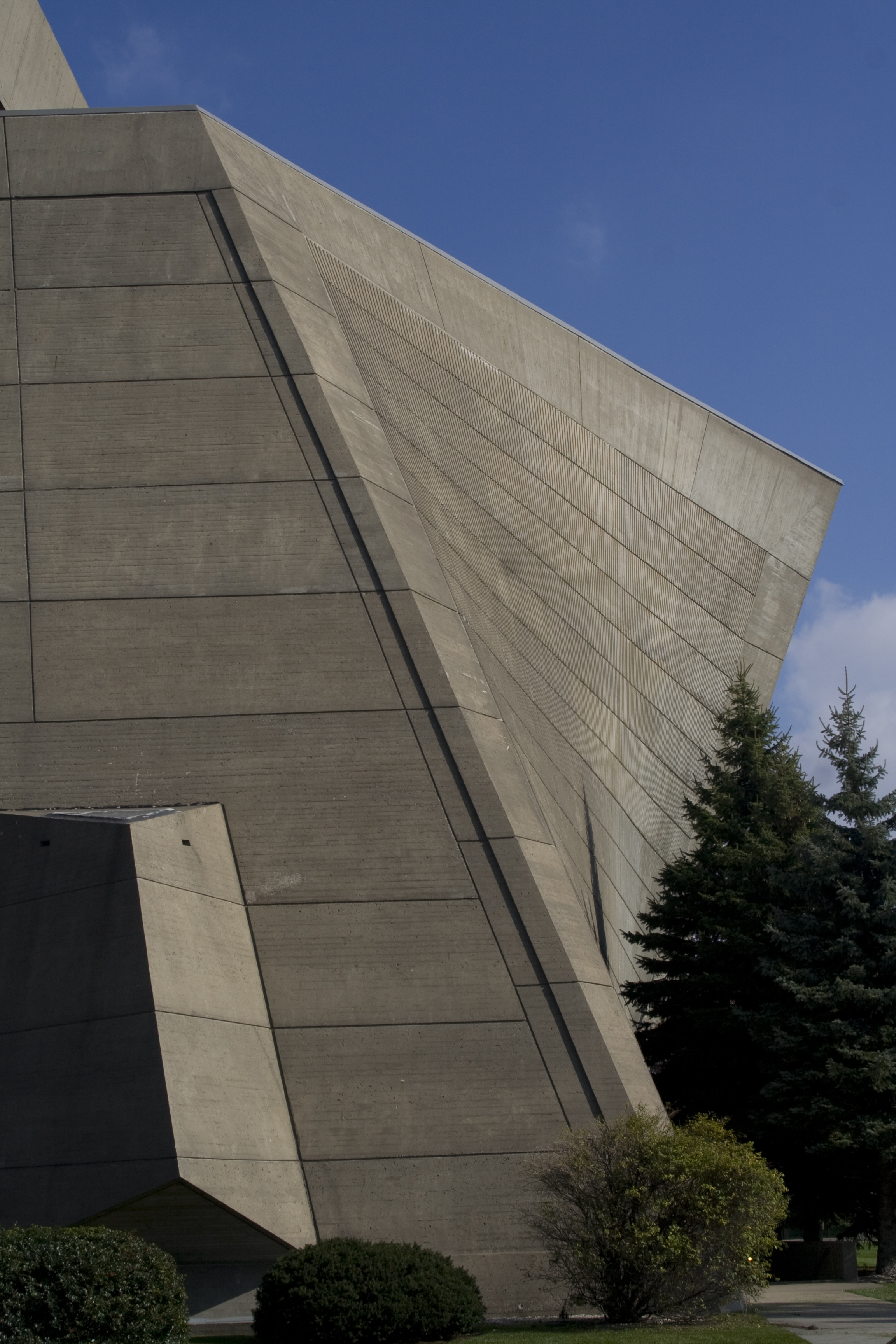
Paredes laterales hiperbólicas
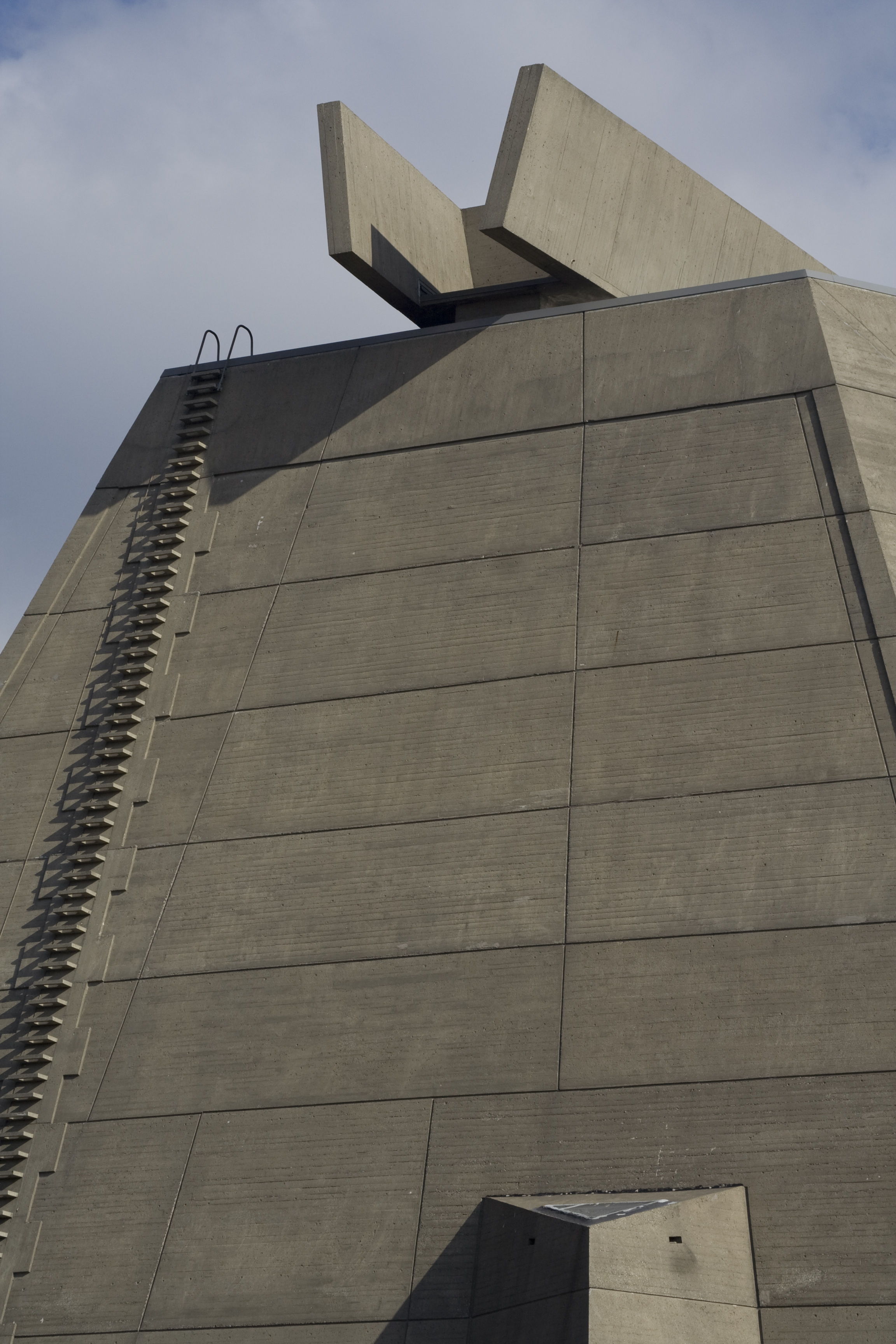
Parte trasera
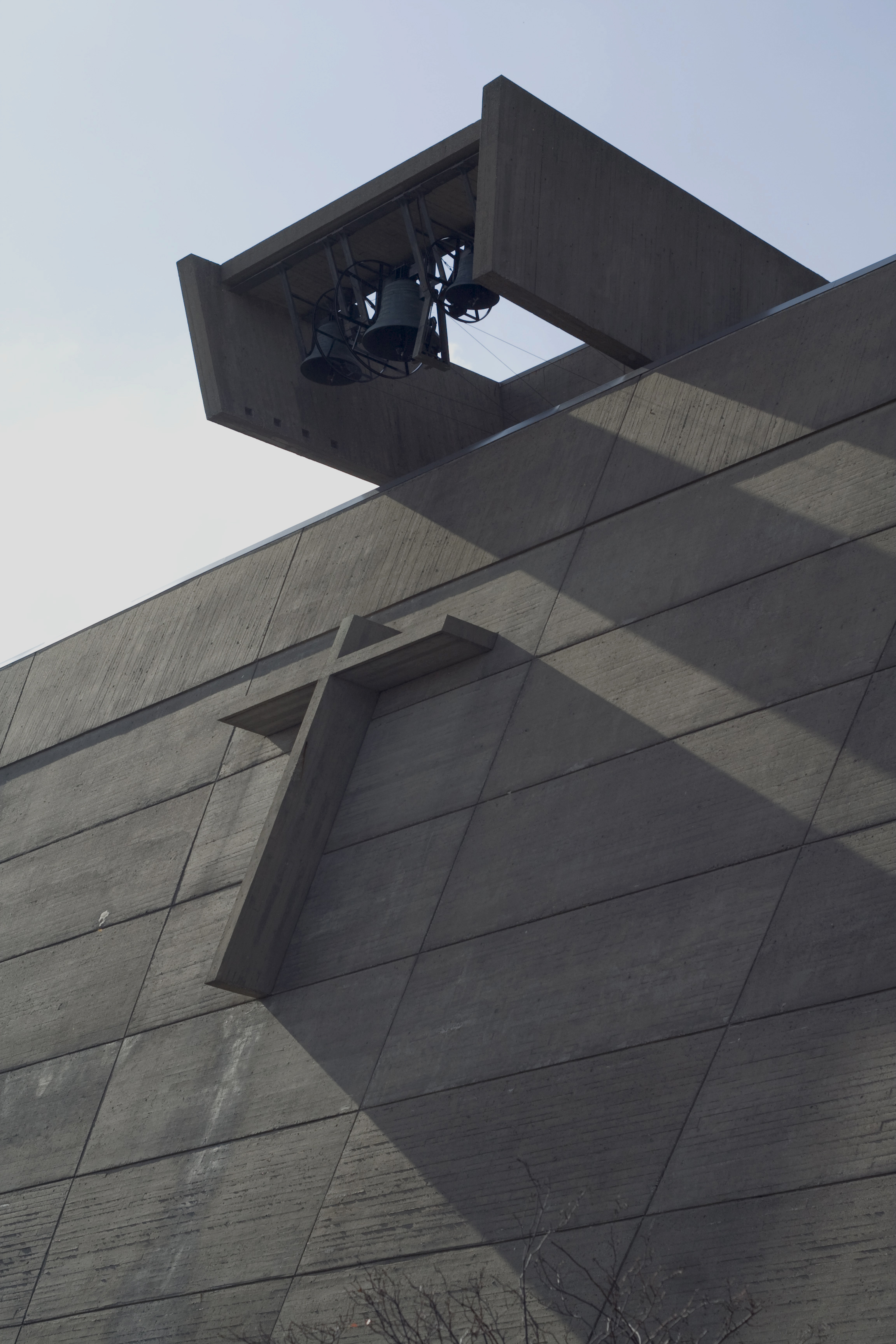
Cruz en la fachada de la iglesia